# Plancksches Strahlungsgesetz

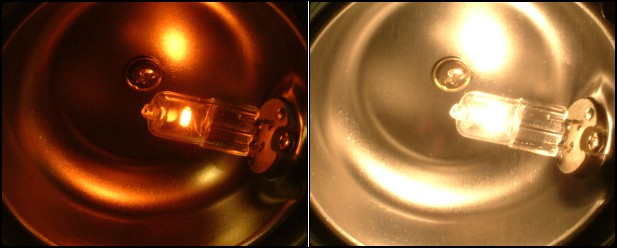
Eine Glühwendel leuchtet bei ca. 700 °C rot, bei 2500 °C orange bis gelb.

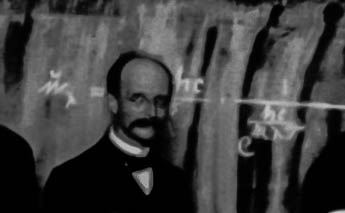
Max Planck auf der ersten Solvay-Konferenz (1911) mit seinem Strahlungsgesetz im Hintergrund auf der Wandtafel

Das Plancksche Strahlungsgesetz gibt für die Wärmestrahlung eines schwarzen Körpers je nach dessen Temperatur die Verteilung der elektromagnetischen Strahlungsleistung als Funktion der Wellenlänge oder der Frequenz an.
Max Planck fand das Strahlungsgesetz im Jahr 1900 und bemerkte, dass eine Herleitung im Rahmen der klassischen Physik nicht möglich ist. Vielmehr erwies es sich als notwendig, ein neues Postulat einzuführen, dem zufolge der Energieaustausch zwischen Oszillatoren und dem elektromagnetischen Feld nicht kontinuierlich, sondern in Form kleinster Energiepakete (später als Quanten bezeichnet) stattfindet. Plancks Herleitung des Strahlungsgesetzes gilt daher heute als die Geburtsstunde der Quantenphysik.

## Grundlagen und Bedeutung
Nach dem Kirchhoffschen Strahlungsgesetz sind für jeden Körper für jede Wellenlänge das Absorptionsvermögen und das Emissionsvermögen für thermische Strahlung proportional zueinander. Ein Schwarzer Körper (oder auch Schwarzkörper) ist ein hypothetischer Körper, der auf ihn treffende Strahlung jeglicher Wellenlänge und Intensität vollständig absorbiert. Da sein Absorptionsvermögen für jede Wellenlänge den größtmöglichen Wert annimmt, nimmt auch sein Emissionsvermögen für alle Wellenlängen den maximal möglichen Wert an. Ein echter (oder auch realer) Körper kann auf keiner Wellenlänge mehr thermische Strahlung aussenden als ein Schwarzkörper, der daher eine ideale thermische Strahlungsquelle darstellt. Da das Spektrum des Schwarzkörpers (auch Schwarzkörperspektrum und Planck-Spektrum genannt) von keinem anderen Parameter als der Temperatur abhängt, stellt er ein für zahlreiche Zwecke nützliches Referenzmodell dar.
Neben der erheblichen praktischen Bedeutung des Schwarzkörpers gilt die Entdeckung des Planckschen Strahlungsgesetzes im Jahre 1900 gleichzeitig als Geburtsstunde der Quantenphysik, da Planck zur Erklärung der zunächst empirisch gefundenen Formel annehmen musste, dass Licht (bzw. elektromagnetische Strahlung im Allgemeinen) nicht kontinuierlich, sondern nur diskret in Quanten (heute spricht man von Photonen) aufgenommen und abgegeben wird.
Weiterhin vereinigte und bestätigte das Plancksche Strahlungsgesetz Gesetzmäßigkeiten, die schon vor seiner Entdeckung teils empirisch, teils aufgrund thermodynamischer Überlegungen gefunden worden waren:
- das Stefan-Boltzmann-Gesetz, das die abgestrahlte Leistung eines Schwarzkörpers (proportional zu T4) angibt.
- das Rayleigh-Jeans-Gesetz, das die spektrale Energieverteilung für große Wellenlängen beschreibt.
- das Wiensche Strahlungsgesetz, das die spektrale Energieverteilung für kleine Wellenlängen wiedergibt.
- das Wiensche Verschiebungsgesetz, das den Zusammenhang zwischen Emissionsmaximum eines Schwarzkörpers und seiner Temperatur herstellt.

## Herleitung und Historie
Man betrachte als vereinfachtes Beispiel einen würfelförmigen Hohlraum der Seitenlänge {\displaystyle L} und des Volumens {\displaystyle V}, der elektromagnetische Hohlraumstrahlung im thermischen Gleichgewicht enthält. Im Gleichgewicht können sich nur stehende Wellen ausbilden; die erlaubten Wellen können in beliebige Richtungen laufen, müssen dabei jedoch die Bedingung erfüllen, dass zwischen zwei gegenüberliegenden Hohlraumflächen jeweils eine ganzzahlige Anzahl von Halbwellen passt. Das hat folgenden Grund: Da die elektromagnetischen Wellen innerhalb der Wände des Hohlraums nicht existieren können, ist dort die elektrische und magnetische Feldstärke null. Damit müssen sich die Knotenpunkte der Wellen an den Oberflächen der Innenwände befinden. Es sind also nur bestimmte diskrete Schwingungszustände erlaubt; die gesamte Hohlraumstrahlung setzt sich aus diesen stehenden Wellen zusammen.

### Die Zustandsdichte
Die Anzahl erlaubter Schwingungszustände nimmt bei höheren Frequenzen zu, weil es für Wellen mit geringerer Wellenlänge mehr Möglichkeiten gibt, sich so in den Hohlraum einzupassen, dass die Ganzzahligkeitsbedingungen für ihre Komponenten in {\displaystyle x}-, {\displaystyle y}- und {\displaystyle z}-Richtung erfüllt sind. Die Anzahl dieser erlaubten Schwingungszustände im Frequenzintervall zwischen {\displaystyle \nu } und {\displaystyle \nu +\mathrm {d} \nu } und pro Volumen heißt Zustandsdichte {\displaystyle g(\nu )\,\mathrm {d} \nu } und errechnet sich zu
{\displaystyle g(\nu )\,\mathrm {d} \nu \,=\,{\frac {8\pi }{c^{3}}}\,\nu ^{2}\,\mathrm {d} \nu }.

### Die Ultraviolett-Katastrophe
Nun fasst man jeden dieser Schwingungszustände je Frequenzintervall als Harmonischen Oszillator der Frequenz {\displaystyle \nu } auf. Wenn alle Oszillatoren im thermischen Gleichgewicht bei der Temperatur {\displaystyle T} schwingen, dann wäre nach dem Gleichverteilungssatz der klassischen Thermodynamik zu erwarten, dass jeder dieser Oszillatoren im Mittel die kinetische Energie {\displaystyle kT/2} und die potentielle Energie {\displaystyle kT/2}, also insgesamt die Energie {\displaystyle kT} trägt. Dabei ist {\displaystyle k} die Boltzmann-Konstante. Die Energiedichte der Hohlraumstrahlung im Frequenzintervall zwischen {\displaystyle \nu } und {\displaystyle \nu +\mathrm {d} \nu } wäre demnach das Produkt der Zustandsdichte der erlaubten Schwingungszustände {\displaystyle g(\nu )\,\mathrm {d} \nu } und der mittleren Energie je klassischem Schwingungszustand {\displaystyle kT}, also
{\displaystyle U_{\nu }^{\mathrm {RJ} }(\nu ,T)\,\mathrm {d} \nu \,=\,{\frac {8\pi }{c^{3}}}\,kT\,\nu ^{2}\,\mathrm {d} \nu }.
Dies ist das Strahlungsgesetz nach Rayleigh-Jeans. Es gibt die tatsächlich gemessene Energiedichte bei niedrigen Frequenzen gut wieder, sagt aber fälschlich eine mit höheren Frequenzen stets quadratisch wachsende Energiedichte voraus, sodass der Hohlraum über alle Frequenzen integriert eine unendliche Energie enthalten müsste (Ultraviolett-Katastrophe). Das Problem ist: Jeder vorhandene Schwingungszustand trägt zwar im Mittel nur die Energie {\displaystyle kT}, aber es sind nach klassischer Betrachtung unendlich viele solcher Schwingungszustände angeregt, was zu unendlicher Energiedichte im Hohlraum führen würde.

### Die empirische Lösung
Planck stützte sich bei seiner Herleitung des Strahlungsgesetzes nicht auf den Rayleighschen Ansatz, vielmehr ging er von der Entropie aus und fügte in die Gleichungen probeweise verschiedene Zusatzterme ein, die nach den damaligen Physikkenntnissen zwar unverständlich waren, ihnen aber auch nicht widersprachen. Besonders einfach war ein Zusatzterm, der zu einer Formel führte, die die schon gemessenen Spektralkurven sehr gut beschrieb (1900). Damit blieb diese Formel reine Empirie, aber sie beschrieb die bekannten experimentellen Messungen über das gesamte Frequenzspektrum korrekt. Planck gab sich damit aber nicht zufrieden. Es gelang ihm, die Strahlungskonstanten {\displaystyle C} und {\displaystyle c} aus der wienschen Formel durch Naturkonstanten zu ersetzen, nur ein Faktor {\displaystyle h} („Hilfsgröße“) blieb übrig.

### Die Quantenhypothese
Ausgehend von der verbesserten empirischen Strahlungsformel kam Planck innerhalb weniger Monate zu einem epochalen Ergebnis. Es war die Geburtsstunde der Quantenphysik. Planck musste sich gegen seine eigene Überzeugung eingestehen, dass er die vom Experiment bestätigte Kurve nur herleiten konnte, wenn die Energieabgabe nicht kontinuierlich erfolgt, sondern bei jeder Frequenz nur in Vielfachen von kleinsten Einheiten. Diese Einheiten haben die Größe {\displaystyle h\nu }, wobei {\displaystyle h} eine neue fundamentale Naturkonstante ist, die als „elementares Wirkungsquantum“ bezeichnet wurde (heute ist der Name „Planck-Konstante“ geläufiger). Das ist die von Planck eingeführte Quantenhypothese.
Demnach bedarf es einer Mindestenergie {\displaystyle h\nu }, damit ein Oszillator der Frequenz {\displaystyle \nu } überhaupt angeregt wird. Oszillatoren, deren Mindestenergien deutlich über der im Mittel thermisch zur Verfügung gestellten Energie {\displaystyle kT} liegen, können kaum oder gar nicht angeregt werden, sie bleiben eingefroren. Jene, deren Mindestenergie nur wenig über {\displaystyle kT} liegt, können mit gewisser Wahrscheinlichkeit angeregt werden, so dass ein bestimmter Bruchteil von ihnen mit seinen Schwingungszuständen zur gesamten Hohlraumstrahlung beiträgt. Lediglich Schwingungszustände mit niedriger Mindestenergie {\displaystyle h\nu }, also kleineren Frequenzen, können die angebotene thermische Energie sicher aufnehmen und werden gemäß dem klassischen Wert angeregt.

### Quantisierte Schwingungszustände
Die statistische Thermodynamik zeigt durch Anwendung von Quantenhypothese und Bose-Einstein-Statistik, wie häufig ein Schwingungszustand der Frequenz {\displaystyle \nu } bei einer bestimmten Temperatur {\displaystyle T} im Mittel auftritt und welchen Energiebeitrag dieser somit liefert:
{\displaystyle E(\nu ,T)\,={\frac {h\nu }{\mathrm {e} ^{\left({\frac {h\nu }{kT}}\right)}-1}}}.
Bekanntermaßen gilt {\displaystyle \mathrm {e} ^{x}-1\approx x} für sehr kleine {\displaystyle x}; somit ergibt sich für niedrige Frequenzen {\displaystyle h\nu \ll kT} weiterhin die klassische Beziehung {\displaystyle E(\nu ,T)\approx kT}; für hohe Frequenzen {\displaystyle h\nu \gg kT} hingegen ist {\displaystyle E(\nu ,T)} deutlich kleiner und geht schnell gegen Null.
Solche elektromagnetischen Schwingungszustände mit hohen Frequenzen könnten nach geometrischen Kriterien also durchaus im Hohlraum existieren, aber der obige Zusammenhang besagt, dass sie bei einem mittleren thermischen Energieangebot {\displaystyle kT} kaum angeregt werden können, weil ihre Anregungsschwelle {\displaystyle h\nu }  zu hoch liegt. Diese Zustände tragen somit entsprechend weniger zur Energiedichte im Hohlraum bei.

### Das Strahlungsgesetz
Das Produkt der Zustandsdichte {\displaystyle g(\nu )\,\mathrm {d} \nu } der erlaubten Schwingungszustände und der mittleren Energie {\displaystyle E(\nu ,T)\,} je quantisiertem Schwingungszustand ergibt dann bereits die Plancksche Energiedichte im Hohlraum
{\displaystyle U_{\nu }^{o}(\nu ,T)\,\mathrm {d} \nu =\,{\frac {8\pi h\nu ^{3}}{c^{3}}}{\frac {1}{\mathrm {e} ^{h\nu /kT}-1}}\,\mathrm {d} \nu }.
Weil die mittlere Energie bei hohen Frequenzen stärker abnimmt, als die Zustandsdichte anwächst, nimmt die spektrale Energiedichte als deren Produkt zu höheren Frequenzen hin wieder ab, nachdem sie ein Maximum durchlaufen hat, und die Gesamtenergiedichte bleibt endlich. So erklärte Planck mittels seiner Quantenhypothese, warum die von der klassischen Thermodynamik vorausgesagte Ultraviolett-Katastrophe in Wirklichkeit nicht stattfindet.
Bei der Abstrahlung in den Raum liegt zwar genau genommen kein System im thermodynamischen Gleichgewicht vor, jedoch kann direkt an der Oberfläche des Körpers noch ein Gleichgewicht mit dem Strahlungsfeld angesetzt werden. Da diese Energie sich mit der Geschwindigkeit {\displaystyle c} entfernt und dabei in alle Raumrichtungen ausbreitet, ergibt sich die spektrale Strahldichte durch Multiplikation der Energiedichte mit dem Faktor {\displaystyle c/4\pi }:
{\displaystyle L_{\nu }(T)={\frac {2h\nu ^{3}}{c^{2}}}{\frac {1}{\mathrm {e} ^{h\nu /kT}-1}}}.

## Bedeutung

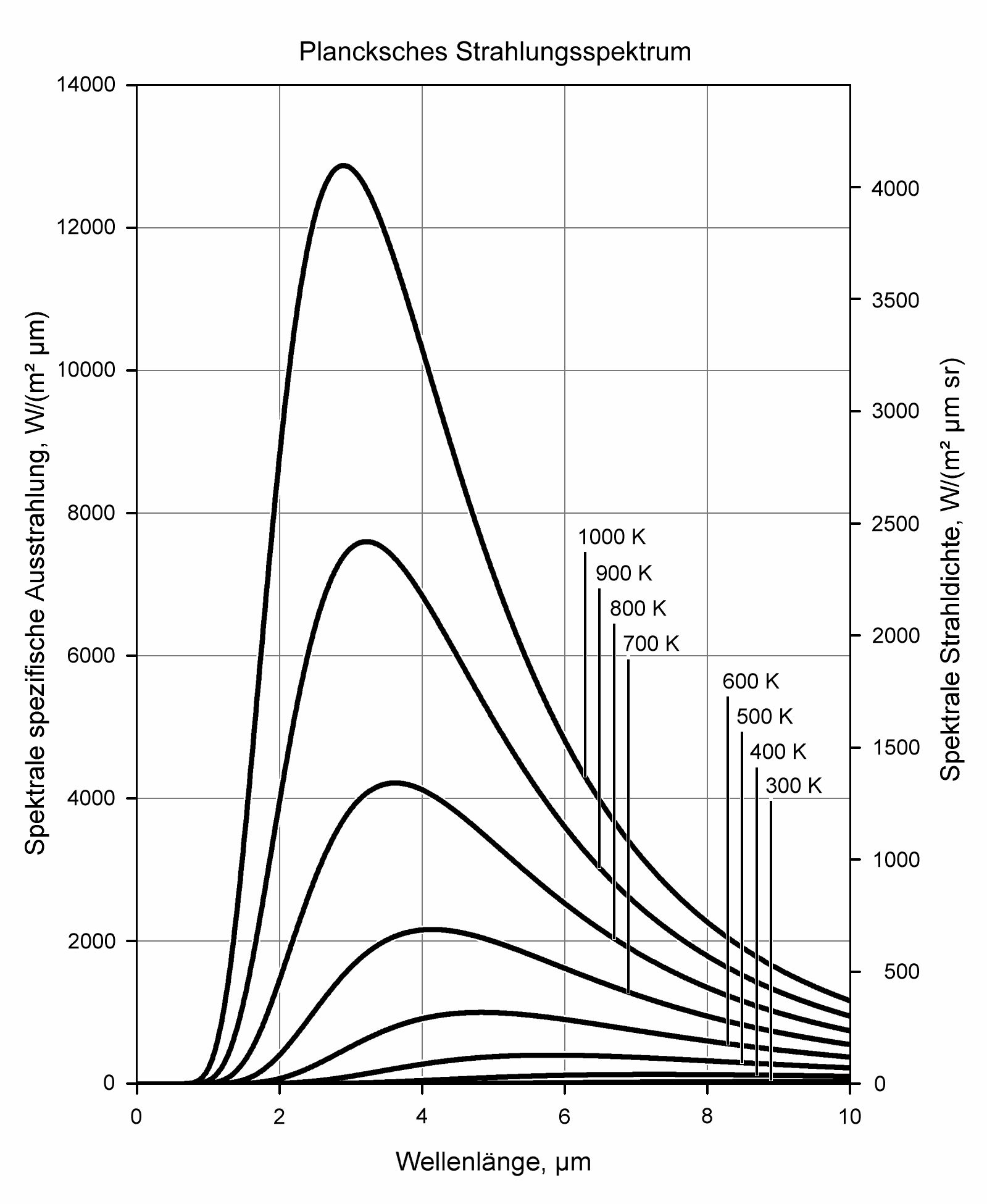
Plancksche Strahlungsspektren für verschiedene Temperaturen

Plancksche Strahlungsspektren für verschiedene Temperaturen in doppelt-logarithmischer Auftragung

Das erste nebenstehende Bild zeigt Plancksche Strahlungsspektren eines Schwarzstrahlers für verschiedene Temperaturen zwischen 300 K und 1000 K in linearer Darstellung. Man erkennt die typische Form mit einem deutlich ausgeprägten Strahlungsmaximum, einem steilen Abfall zu kurzen Wellenlängen hin und einem länger auslaufenden Abfall zu großen Wellenlängen hin. Die Lage des Strahlungsmaximums verschiebt sich, wie es das Wiensche Verschiebungsgesetz verlangt, mit zunehmender Temperatur zu kürzeren Wellenlängen. Gleichzeitig nimmt gemäß dem Stefan-Boltzmann-Gesetz die gesamte spezifische Ausstrahlung (Strahlungsleistung {\displaystyle P} der Fläche {\displaystyle A}) mit der vierten Potenz der absoluten Temperatur {\displaystyle T} zu
{\displaystyle P=\sigma AT^{4}}
mit der Stefan-Boltzmann-Konstante {\displaystyle \textstyle \sigma \approx 5{,}67\cdot 10^{-8}\mathrm {\frac {W}{m^{2}K^{4}}} }.
Dieses überproportionale Anwachsen der Strahlungsintensität mit steigender Temperatur erklärt die mit steigender Temperatur zunehmende Bedeutung der Wärmeabstrahlung gegenüber der über Konvektion abgegebenen Wärme. Gleichzeitig macht es dieser Zusammenhang schwierig, Strahlungskurven über einen größeren Temperaturbereich in einem Diagramm darzustellen.
Das zweite Bild verwendet daher für beide Achsen eine logarithmische Unterteilung. Dargestellt sind hier Spektren für Temperaturen zwischen 100 K und 10.000 K.
Rot hervorgehoben ist die Kurve für 300 K, was typischen Umgebungstemperaturen entspricht. Das Maximum dieser Kurve liegt bei 10 μm; im Bereich um diese Wellenlänge, dem Mittleren Infrarot (MIR), findet also der Strahlungsaustausch von Objekten auf Raumtemperatur statt. Infrarotthermometer für niedrige Temperaturen und Thermografiekameras arbeiten in diesem Bereich.
Die Kurve für 3000 K entspricht dem typischen Strahlungsspektrum einer Glühlampe. Nun wird bereits ein Teil der emittierten Strahlung im schematisch angedeuteten sichtbaren Spektralbereich abgegeben. Das Strahlungsmaximum liegt jedoch noch im Nahen Infrarot (NIR).
Gelb hervorgehoben ist die Kurve für 5777 K, die Effektivtemperatur der Sonne. Ihr Strahlungsmaximum liegt mitten im sichtbaren Spektralbereich. Die von der Sonne thermisch ausgestrahlte UV-Strahlung wird glücklicherweise zum größten Teil von der Ozonschicht der Erdatmosphäre ausgefiltert.
Das Plancksche Strahlungsgesetz wird in verschiedenen Formelvarianten dargestellt, die Größen für Intensitäten, Flussdichten und Spektralverteilungen verwenden, welche für die betrachteten Sachverhalte zweckmäßig sind. Alle Formen der unterschiedlichen Strahlungsgrößen sind lediglich unterschiedliche Formen des einen Gesetzes.

## Häufig gebrauchte Formeln und Einheiten
Für die mathematische Darstellung des Gesetzes existieren zahlreiche verschiedene Varianten, je nachdem ob das Gesetz in Abhängigkeit von der Frequenz oder der Wellenlänge formuliert werden soll, ob die Intensität der Strahlung in eine bestimmte Richtung oder die Abstrahlung in den gesamten Halbraum betrachtet werden soll, ob Strahlgrößen, Energiedichten oder Photonenzahlen beschrieben werden sollen.
Häufig gebraucht wird die Formel für die spektrale spezifische Ausstrahlung {\displaystyle M_{\nu }^{0}(\nu ,T)} eines Schwarzkörpers der absoluten Temperatur {\displaystyle T}. Für sie gilt
in der Frequenzdarstellung:
{\displaystyle M_{\nu }^{0}(\nu ,T)\,\mathrm {d} A\,\mathrm {d} \nu \,={\frac {2\pi h\nu ^{3}}{c^{2}}}{\frac {1}{\mathrm {e} ^{h\nu /kT}-1}}\mathrm {d} A\,\mathrm {d} \nu }
und in der Wellenlängendarstellung:
{\displaystyle M_{\lambda }^{0}(\lambda ,T)\,\mathrm {d} A\,\mathrm {d} \lambda \,={\frac {2\pi hc^{2}}{\lambda ^{5}}}{\frac {1}{\mathrm {e} ^{hc/\lambda kT}-1}}\mathrm {d} A\,\mathrm {d} \lambda }
{\displaystyle M_{\nu }^{0}(\nu ,T)\,\mathrm {d} A\,\mathrm {d} \nu } ist die Strahlungsleistung, die vom Flächenelement {\displaystyle \mathrm {d} A} im Frequenzbereich zwischen {\displaystyle \nu } und {\displaystyle \nu +\mathrm {d} \nu } in den gesamten Halbraum abgestrahlt wird, gemessen in der SI-Einheit W·m−2·Hz−1. Entsprechend ist {\displaystyle M_{\lambda }^{0}(\lambda ,T)} die Strahlungsleistung im Wellenlängenbereich zwischen {\displaystyle \lambda } und {\displaystyle \lambda +\mathrm {d} \lambda }, gemessen in der SI-Einheit W·m−2·m−1.
Für die spektrale Strahldichte gilt entsprechend in der Frequenzdarstellung:
{\displaystyle L_{\nu }^{0}(\nu ,T)\,\cos(\beta )\,\mathrm {d} A\,\mathrm {d} \nu \,\mathrm {d} \Omega ={\frac {2h\nu ^{3}}{c^{2}}}{\frac {1}{e^{h\nu /kT}-1}}\cos(\beta )\,\mathrm {d} A\,\mathrm {d} \nu \,\mathrm {d} \Omega }
und in der Wellenlängendarstellung:
{\displaystyle L_{\lambda }^{0}(\lambda ,T)\,\cos(\beta )\,\mathrm {d} A\,\mathrm {d} \lambda \,\mathrm {d} \Omega ={\frac {2hc^{2}}{\lambda ^{5}}}{\frac {1}{e^{hc/\lambda kT}-1}}\cos(\beta )\,\mathrm {d} A\,\mathrm {d} \lambda \,\mathrm {d} \Omega }
{\displaystyle L_{\nu }^{0}(\nu ,T)\,\cos(\beta )\,\mathrm {d} A\,\mathrm {d} \nu \,\mathrm {d} \Omega } ist die Strahlungsleistung, die vom Flächenelement {\displaystyle \mathrm {d} A} im Frequenzbereich zwischen {\displaystyle \nu } und {\displaystyle \nu +\mathrm {d} \nu } in das zwischen den Azimutwinkeln {\displaystyle \varphi } und {\displaystyle \varphi +\mathrm {d} \varphi } sowie den Polarwinkeln {\displaystyle \beta } und {\displaystyle \beta +\mathrm {d} \beta } aufgespannte Raumwinkelelement {\displaystyle \mathrm {d} \Omega } abgestrahlt wird. Die Richtungsabhängigkeit dieser Strahlungsleistung kommt nur durch den geometrischen {\displaystyle \cos }-Faktor zustande; die spektrale Strahldichte selbst ist richtungsunabhängig.
Bei der Umrechnung zwischen Frequenz- und Wellenlängendarstellung ist zu beachten, dass wegen
{\displaystyle \lambda ={\frac {c}{\nu }}}
gilt
{\displaystyle |\mathrm {d} \lambda |={\frac {c}{\nu ^{2}}}|\mathrm {d} \nu |\quad {\text{und}}\quad |\mathrm {d} \nu |={\frac {c}{\lambda ^{2}}}|\mathrm {d} \lambda |}.
Mit Hilfe der beiden Planckschen Strahlungskonstanten {\displaystyle c_{1}=2\pi hc^{2}\,} und {\displaystyle c_{2}={\tfrac {hc}{k}}} lässt sich die spektrale spezifische Ausstrahlung auch schreiben in der Form:
{\displaystyle M_{\lambda }^{0}(\lambda ,T)\,\mathrm {d} A\,\mathrm {d} \lambda \,={\frac {c_{1}}{\lambda ^{5}}}{\frac {1}{\mathrm {e} ^{c_{2}/\lambda T}-1}}\mathrm {d} A\,\mathrm {d} \lambda }.
Wenn die spektrale Strahldichte über alle Frequenzen bzw. Wellenlängen integriert wird, wird die Gesamtstrahldichte berechnet {\displaystyle L^{o}(T)}:
{\displaystyle L^{0}(T)\cos(\beta )\,\mathrm {d} A\,\mathrm {d} \Omega =\int _{\nu =0}^{\infty }L_{\nu }^{0}(\nu ,T)\cos(\beta )\,\mathrm {d} A\,\mathrm {d} \nu \,\mathrm {d} \Omega }
Die Auswertung des Integrals liefert wegen {\displaystyle \int _{0}^{\infty }{\frac {x^{3}}{\mathrm {e} ^{x}-1}}\,\mathrm {d} x={\frac {\pi ^{4}}{15}}}:
{\displaystyle L^{0}(T)\cos(\beta )\,\mathrm {d} A\,\mathrm {d} \Omega ={\frac {2\pi ^{4}k^{4}}{15h^{3}c^{2}}}T^{4}\cos(\beta )\,\mathrm {d} A\,\mathrm {d} \Omega }.
Integration über alle Richtungen eines Halbraums: {\displaystyle \int _{\mathrm {HR} }\,\mathrm {d} \Omega \,\cos \beta =\int _{0}^{\pi /2}\mathrm {d} \beta \,\sin \beta \,\cos \beta \int _{0}^{2\pi }\mathrm {d} \varphi ={\frac {\sin ^{2}\beta }{2}}{\bigg |}_{0}^{\pi /2}2\pi =\pi } führt auf die gesamte spezifische Ausstrahlung
{\displaystyle M^{0}(T)\,\mathrm {d} A={\frac {2\pi ^{5}k^{4}}{15h^{3}c^{2}}}T^{4}\mathrm {d} A=\sigma \,T^{4}\mathrm {d} A}
wo die Stefan-Boltzmann-Konstante {\displaystyle \sigma } abzulesen ist.